# 1962-es Formula–1 olasz nagydíj
Az 1962-es Formula–1-es világbajnokság hetedik futama az olasz nagydíj volt.

## Futam
Az olasz nagydíj szervezői elvetették, hogy a versenyt a döntött pályán tartsák, így a futam a "hagyományos" 5,7 kilométeres pályán zajlott. Az időmérő edzésen Clark és G. Hill küzdött a pole pozícióért, amit végül Clark szerzett meg 3 tizedmásodperccel Hill, Ginther és McLaren előtt.
A rajtnál Clark még meg tudta tartani az elsőséget, de Hill erősebb motorjának köszönhetően az első kör végén már vezetett. Ginther harmadik volt kettejük mögött, így amikor Clark a 3. körben váltóhiba miatt lelassult, a két BRM került az első két helyre. Ginthert a harmadik Surtees támadta, mögöttük McLaren harcolt a két Porschével. Surtees a 42. körben motorhiba miatt kiesett, így Hill és Ginther nagy előnnyel kettős győzelmet szerzett a BRM-nek. McLaren végzett a harmadik helyen, Mairesse Ferrarija előtt. Hill győzelme nem volt elegendő a világbajnoki címhez, de jó pozícióban várhatta az utolsó két futamot.
| Helyezés | #  | Versenyző               | Csapat/Motor       | Futott körök | Idő/Kiesés oka        | Rajthely | Pontszám |
| -------- | -- | ----------------------- | ------------------ | ------------ | --------------------- | -------- | -------- |
| 1        | 14 | Graham Hill             | BRM                | 86           | 2:29'08,4             | 2        | 9        |
| 2        | 12 | Richie Ginther          | BRM                | 86           | + 29,8                | 3        | 6        |
| 3        | 28 | Bruce McLaren           | Cooper-Climax      | 86           | + 57,8                | 4        | 4        |
| 4        | 8  | Willy Mairesse          | Ferrari            | 86           | + 58,2                | 10       | 3        |
| 5        | 2  | Giancarlo Baghetti      | Ferrari            | 86           | + 1'31,3              | 18       | 2        |
| 6        | 18 | Jo Bonnier              | Porsche            | 85           | + 1 kör               | 9        | 1        |
| 7        | 30 | Tony Maggs              | Cooper-Climax      | 85           | + 1 kör               | 12       |          |
| 8        | 6  | Lorenzo Bandini         | Ferrari            | 84           | + 2 kör               | 17       |          |
| 9        | 24 | Nino Vaccarella         | Lotus-Climax       | 84           | + 2 kör               | 14       |          |
| 10       | 32 | Carel Godin de Beaufort | Porsche            | 81           | + 5 kör               | 20       |          |
| 11       | 10 | Phil Hill               | Ferrari            | 81           | + 5 kör               | 15       |          |
| 12       | 38 | Masten Gregory          | Lotus-BRM          | 77           | + 9 kör               | 6        |          |
| 13       | 16 | Dan Gurney              | Porsche            | 66           | Differenciálmű        | 7        |          |
| 14       | 4  | Ricardo Rodríguez       | Ferrari            | 63           | Gyújtás               | 11       |          |
| Kiesett  | 40 | Innes Ireland           | Lotus-Climax       | 45           | Felfüggesztés         | 5        |          |
| Kiesett  | 46 | John Surtees            | Lola-Climax        | 42           | Motorhiba             | 8        |          |
| Kiesett  | 44 | Roy Salvadori           | Lola-Climax        | 41           | Motorhiba             | 13       |          |
| Kiesett  | 22 | Trevor Taylor           | Lotus-Climax       | 25           | Váltó                 | 16       |          |
| Kiesett  | 48 | Tony Settember          | Emeryson-Climax    | 18           | Motorhiba             | 21       |          |
| Kiesett  | 36 | Maurice Trintignant     | Lotus-Climax       | 17           | Elektronika           | 19       |          |
| Kiesett  | 20 | Jim Clark               | Lotus-Climax       | 12           | Váltó                 | 1        |          |
| NK       | 60 | Tony Shelly             | Lotus-BRM          |              |                       |          |          |
| NK       | 56 | Keith Greene            | Gilby-BRM          |              |                       |          |          |
| NK       | 52 | Gerry Ashmore           | Lotus-Climax       |              |                       |          |          |
| NK       | 62 | Ian Burgess             | Cooper-Climax      |              |                       |          |          |
| NK       | 42 | Jo Siffert              | Lotus-BRM          |              |                       |          |          |
| NK       | 54 | Ernesto Prinoth         | Lotus-Climax       |              |                       |          |          |
| NK       | 50 | Roberto Lippi           | De Tomaso-O.S.C.A. |              |                       |          |          |
| NK       | 26 | Jay Chamberlain         | Lotus-Climax       |              |                       |          |          |
| NK       | 34 | Nasif Estéfano          | de Tomaso          |              |                       |          |          |
| Vi       | 58 | Kurt Kuhnke             | Lotus-Borgward     |              | Az autó nem volt kész |          |          |

## Statisztikák
Vezető helyen:
- Graham Hill 86 (1-86)

Graham Hill 3. győzelme, 4. leggyorsabb köre, Jim Clark 4. pole-pozíciója.
- BRM 4. győzelme.

Ricardo Rodríguez utolsó versenye.